# Sint-Rozakapel (Sibbe)

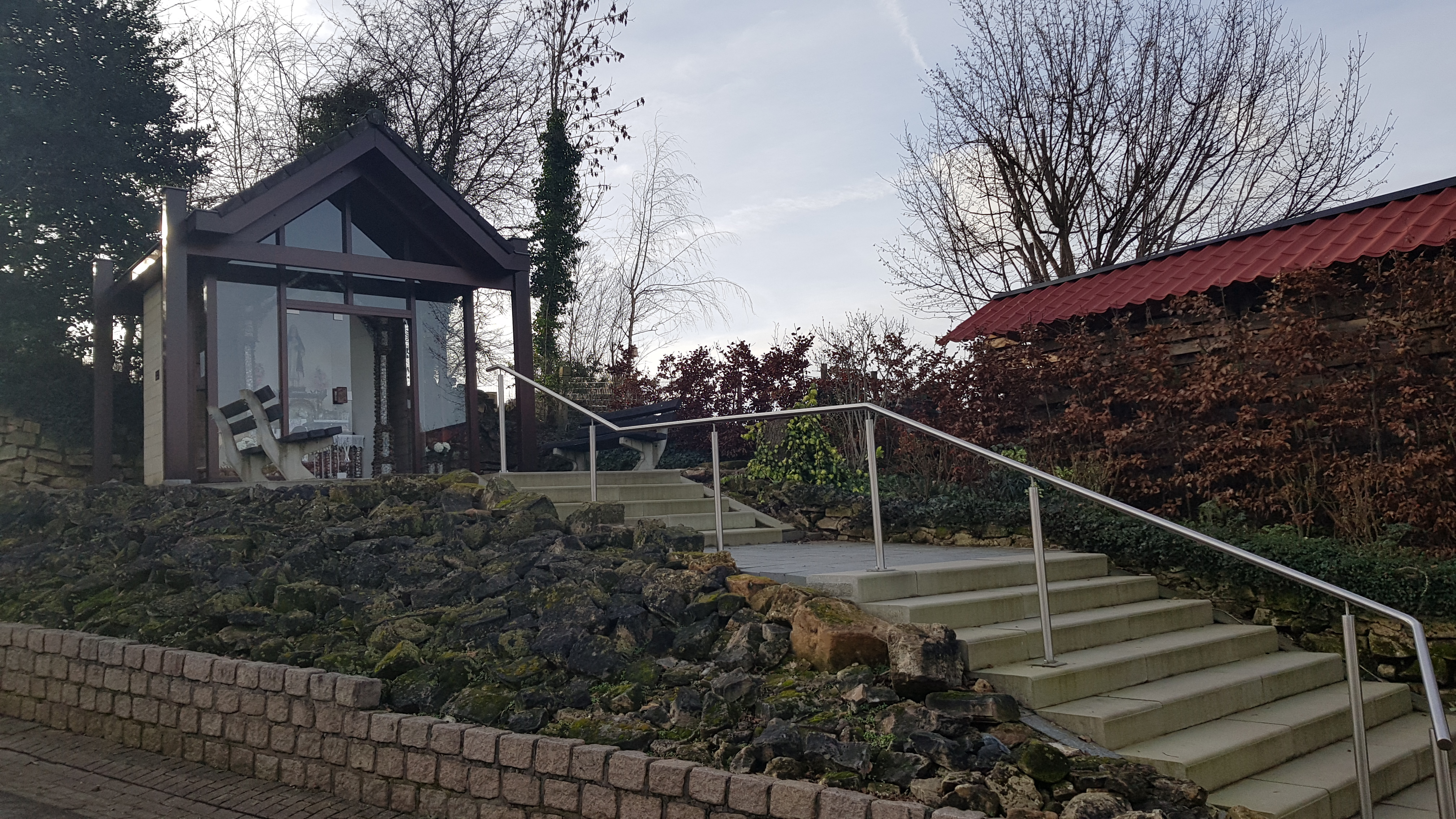
Sint-Rozakapel

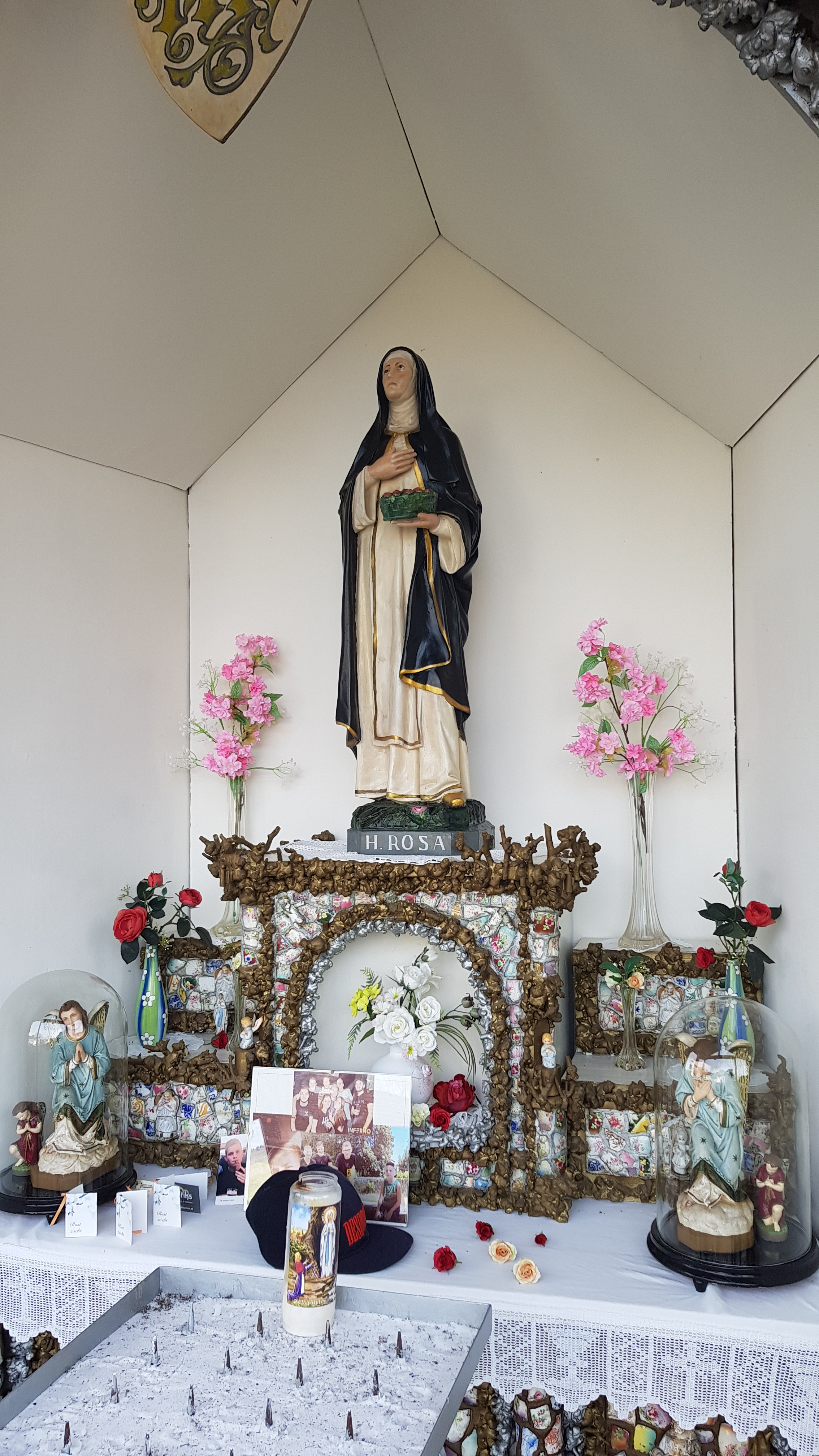
Sint-Roza op het altaar

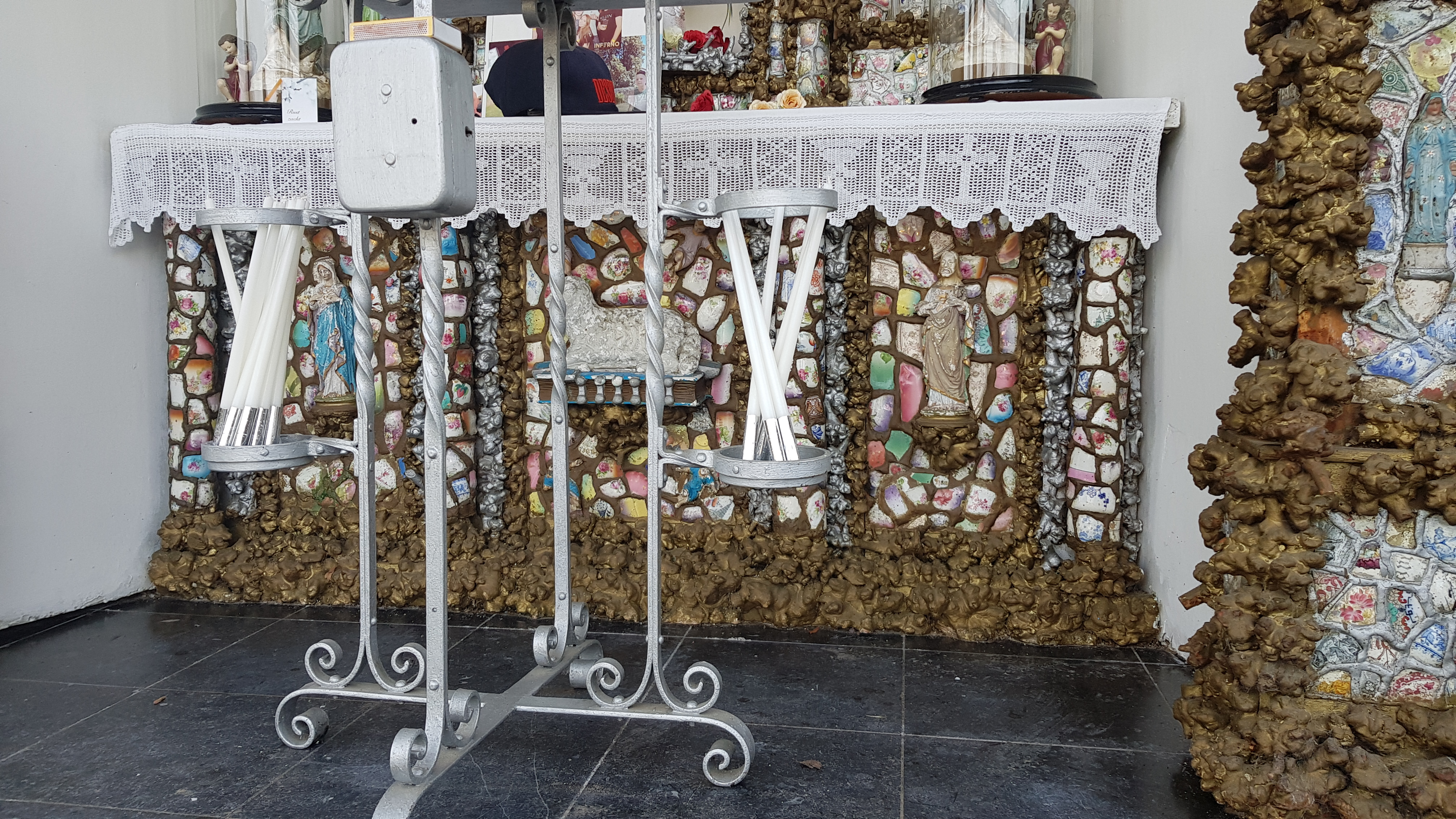
Het altaar in de kapel

De Sint-Rozakapel is een kapel in Sibbe in de Nederlands Zuid-Limburgse gemeente Valkenburg aan de Geul. De kapel staat aan de Lokerstraat in het noordoostelijke deel van het dorp in de Sibbergrubbe op de noordrand van het Plateau van Margraten.
Ongeveer recht onder de kapel bevindt zich de kapel in de Sibbergroeve.
De kapel is gewijd aan Rosa van Lima. Aan deze heilige is ook de Sint-Rozakerk in Sibbe gewijd.

## Geschiedenis
In augustus 1922 kreeg de heer Wijnands een ereprijs voor het rustaltaar.
In 1979 bouwde men een kapel zodat het rustaltaar permanent een plek kreeg.
Op 27 april 1980 werd de kapel door mgr. Gijsen ingewijd.
In 2017 werd de kapel gerenoveerd en op 7 oktober 2017 werd de kapel opnieuw ingezegend.

## Bouwwerk
De kapel is gebouwd op een verhoging langs de weg en is bereikbaar via een trap. Het gebouw bestaat uit een constructie van zware houten balken en is opgetrokken op een rechthoekig plattegrond onder een ver overstekend zadeldak van pannen. De achterwand en de achterste gedeelten van de zijwanden zijn opgetrokken in mergelsteen. De rest van de wanden zijn in glas opgetrokken.
In de kapel staat tegen de achterwand een rijkelijk versierd altaar waarop honderden stukjes tegelwerk en stukjes steen zijn aangebracht.